# Processador de imagem

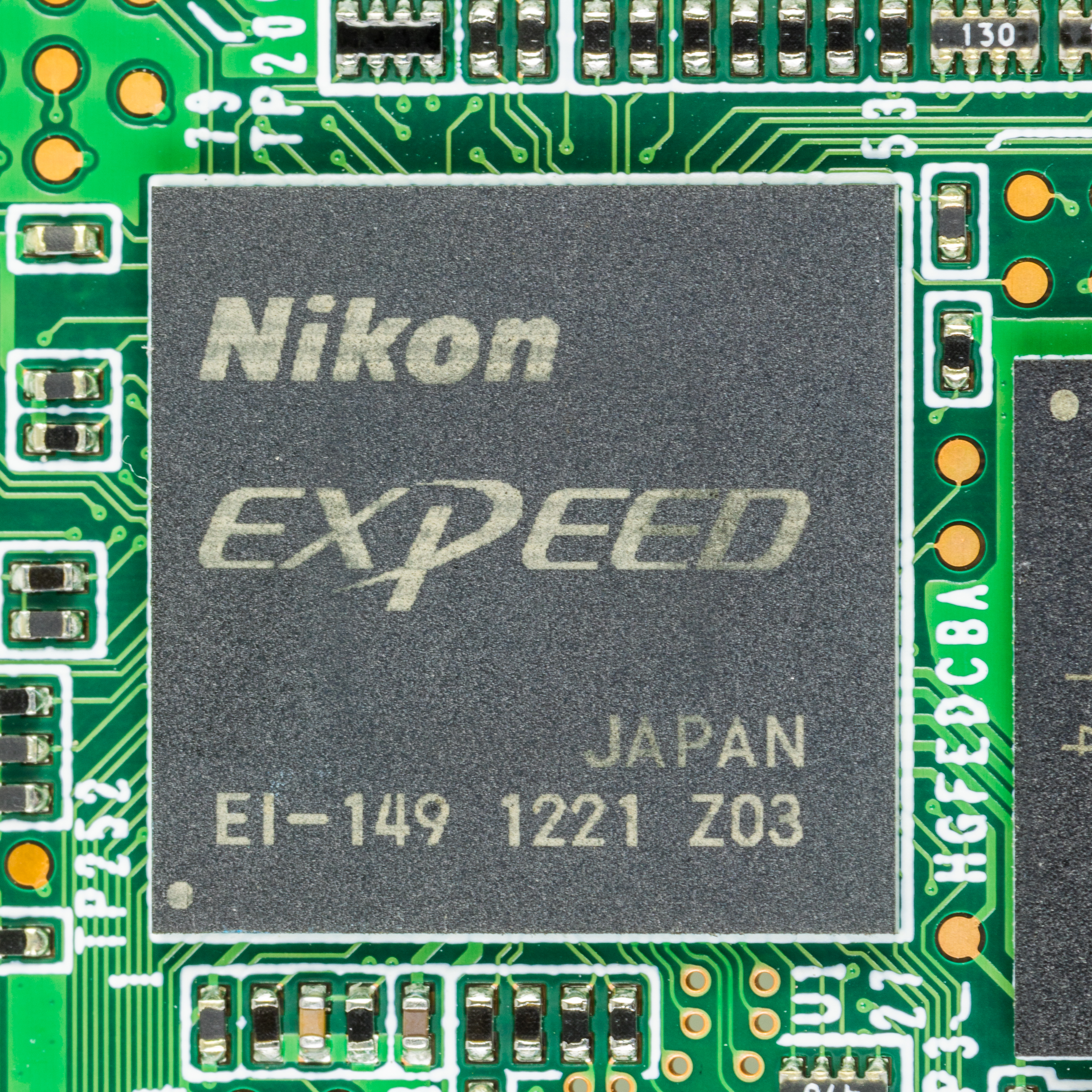
Nikon EXPEED, um sistema em um chip (SoC) que inclui um processador de imagem, processador de vídeo, processador de sinal digital (DSP) e um microcontrolador de 32 bits que controla o chip

Um processador de imagem, mecanismo de processamento de imagem, também chamado de processador de mídia, é um processador de sinal digital especializado (DSP) usado para processamento de imagem em câmeras digitais, telefones celulares ou outros dispositivos. Processadores de imagem muitas vezes empregam a computação paralela com tecnologias SIMD ou MIMD para aumentar a velocidade e eficiência. O mecanismo de processamento de imagem digital pode executar uma série de tarefas. Para aumentar a integração do sistema em dispositivos incorporados, muitas vezes o processador incorpora engenharia de system-on-a-chip 

## Função

### Transformação de bayer
Os fotodiodos empregados em um sensor de imagem são incapazes de capturar outros tipos de cores por natureza: eles só podem gravar tons de cinza. Para obter cor na imagem, eles são cobertos com filtros de cores diferentes: vermelho, verde e azul (RGB) de acordo com o padrão designado pelo filtro Bayer - nomeado após seu inventor. Como cada fotodiodo grava a informação de cor para exatamente um pixel da imagem, sem um processador de imagem haveria um pixel verde ao lado de cada pixel vermelho e azul. (Na verdade, com a maioria dos sensores há dois verdes para cada diodo azul e vermelho.)
Este processador, no entanto, é bastante complexo e envolve uma série de operações diferentes. A sua qualidade depende em grande parte a eficácia dos algoritmos aplicados aos dados brutos provenientes do sensor. Os dados manipulados matematicamente formam a imagem.

### Interpolação cromática
Como dito acima, o processador de imagem avalia a cor e o brilho de dados de um determinado pixel, compara-os com os dados dos pixels vizinhos e, em seguida, usa a interpolação cromática algoritmo para produzir uma cor apropriada e o valor de brilho do pixel. O processador de imagem também avalia a imagem inteira para adivinhar a correta distribuição de contraste. Ajustando o valor do game (aumentando ou diminuindo o intervalo de contraste de uma imagem e os  meio-tom) consegue reproduzir a cor da pele humana ou o azul do céu.

### Redução de ruído
O ruído é um fenômeno encontrado em qualquer circuito eletrônico. Na fotografia digital, o seu efeito é, muitas vezes, visíveis como pontos aleatórios com cor errada ou de uma maneira suave . O ruído aumenta com a temperatura e tempo de exposição. Quando maior o ISO nas configurações escolhidas o sinal eletrônico do sensor de imagem é amplificado, que ao mesmo tempo aumenta o nível de ruído, levando a uma menor relação sinal-ruído. O processador de imagem tentativa separar o ruído da imagem e informações para removê-lo. Este pode ser um desafio, já que a imagem pode conter áreas com belas texturas, que, se tratada como ruído, podem perder a sua definição.

### Nitidez das imagens
Como a cor e os valores de brilho de cada pixel são interpolados algum mecanismo de suavização de cor e necessário. Para preservar a impressão de profundidade, clareza e detalhes, o processador de imagem deve aguçar bordas e contornos. E, portanto, deve detectar bordas corretamente e reproduzi-los sem problemas.

## Modelos
Os usuários de processadores de imagem estão usando produtos padrão da indústria, produtos padrão para aplicações específicas (ASSP) ou até mesmo circuitos integrados específicos de aplicativos (ASIC) com nomes comerciais: na Canon é chamado DIGIC, Nikon EXPEED, TruePic da Olympus, VENUS Engine da Panasonic e BIONZ da Sony. Alguns são conhecidos por serem baseados no Fujitsu Milbeaut, o Texas Instruments OMAP, MN103 Panasonic, Zoran Coach, Altek Sunny ou processadores de imagem / vídeo Sanyo.
Arquitetura ARM de processadores com seu NEON SIMD são frequentemente usados em telefones celulares.

### Processador de marca
- Canon - DIGIC (com base no Texas Instruments OMAP)[3]
- Casio - EXILIM engine
- Epson - EDiART
- Fujifilm - EXR III ou X Pro Processador
- Minolta / Konica Minolta - SUPHEED com CxProcess
- Leica - MAESTRO (com base na Fujitsu Milbeaut)[4]
- Nikon - EXPEED (com base na Fujitsu Milbeaut)[5]
- Olympus - TruePic (com base na Panasonic MN103/MN103S)
- Panasonic - Venus engine (com base na Panasonic MN103/MN103S)
- Pentax - PRIME (Pentax Imagem Real do Motor) (mais recentes variantes com base em Fujitsu Milbeaut)
- A Ricoh - GR motor (GR digital), Liso Mecanismo de criação de Imagens
- Samsung - DRIMe (baseado no Samsung Exynos)
- Sanyo - motor Platinum
- Sigma - Verdadeiro (mais recentes variantes com base em Fujitsu Milbeaut)
- Sharp - ProPix
- Sony - BIONZ
- HTC ImageSense

### Velocidade
Com a contagem cada vez maior de pixels nos sensores de imagem, a velocidade do processador de imagem torna-se mais crítica: os fotógrafos não querem esperar que o processador de imagem da câmera complete seu trabalho antes que eles possam continuar a filmar - eles nem querem notar que algum processamento está acontecendo dentro da câmera. Portanto, processadores de imagem devem ser otimizados para lidar com mais dados no mesmo ou mesmo um período mais curto de tempo.